# Mistrovství světa v ledním hokeji 2004 (Divize III)
Mistrovství světa v ledním hokeji (Divize III) se probíhala ve dnech 16. dubna–24. dubna 2004 v islandském městě Reykjavík.

## Skupina
| Poř. | Země    | Z | V | R | P | Skóre | B |
| ---- | ------- | - | - | - | - | ----- | - |
| 1.   | Island  | 4 | 3 | 1 | 0 | 46:8  | 7 |
| 2.   | Turecko | 4 | 3 | 0 | 1 | 26:14 | 6 |
| 3.   | Mexiko  | 4 | 2 | 1 | 1 | 29:8  | 5 |
| 4.   | Irsko   | 4 | 1 | 0 | 3 | 23:23 | 2 |
| 5.   | Arménie | 4 | 0 | 0 | 4 | 2:73  | 0 |

 Irsko -  Mexiko 3:8 (2:2, 1:4, 0:2)
16. března - Reykjavík
 Turecko -  Island 5:7 (2:5, 1:1, 2:1)
16. března - Reykjavík
 Arménie -  Irsko 1:15 (1:3, 0:5, 0:7)
17. března - Reykjavík
 Mexiko -  Turecko 2:3 (0:1, 1:0, 1:2)
18. března - Reykjavík
 Island -  Arménie 30:0 (13:0, 13:0, 4:0)
18. března - Reykjavík
 Irsko -  Island 1:7 (1:1, 0:6, 0:0)
19. března - Reykjavík
 Turecko -  Irsko 7:4 (2:1, 4:0, 1:3)
20. března - Reykjavík
 Mexiko -  Arménie 17:0 (3:0, 9:0, 5:0)
20. března - Reykjavík
 Arménie -  Turecko 1:11 (0:7, 1:3, 0:1)
21. března - Reykjavík
 Island -  Mexiko 2:2 (1:1, 0:0, 1:1)
21. března - Reykjavík